# Каролина Ардохаин
Каролина Ардохаин (шп. Carolina Ardohain) је агрентинска манекенка, ТВ личност и фото-модел, рођена 17. јануара 1978. године у Санта Роси, Ла Пампа (Аргентина).